# AdForum
AdForum Maydream Inc. grundades 1999 för att ge information om reklambranschen till marknadsförare, branschpersonal och fackpress. Genom att samarbeta med reklampriser och reklambyråer har de byggt upp en stor databas med reklambyråprofiler och annonser. Enligt informationen på webbplatsen erbjuder den för närvarande tillgång till profiler för över 20 000 byråer samt ett sökbart bibliotek med mer än 90 000 olika annonser från 110 länder. En artikel om webbplatsen för den franska tidningen Le Figaro 2010 citerade att de har profiler på 20 000 byråer och 100 000 reklamkampanjer.
AdForum grundades av Hervé de Clerck, en fransman som tidigare arbetade i reklambranschen. 
År 2001 använde de Clerck AdForum som en språngbräda för att lansera ACT Responsible, en förening som syftar till att uppmärksamma den bästa reklamen för ideella organisationer och främja kreativitet för allas sociala och miljömässiga ansvar. Förutom webbplatsen är dess huvudsakliga plattform en årlig utställning och prisutdelning vid Cannes Lions internationella festival för kreativitet.
I juni 2009 deltog Kofi Annan, tidigare generalsekreterare för FN, ordförande för det globala humanitära forumet, och David Jones, global VD för Havas Worldwide och medgrundare av One Young World, till en debatt om ACT-ansvarig klimatförändring. och AdForum-grundare Hervé de Clerck vid den 56:e internationella reklamfestivalen i Cannes.
År 2000 öppnade AdForum sin AdFolio-tjänst, ett sökbart bibliotek med kreativt reklamarbete. Det beskrevs av den amerikanska tidningen Adweek som "ett brainstormingsverktyg för kreativa människor, en ny affärsgenerator för annonsbyråer och en scouting-mekanism för varumärkeschefer."
Sedan 2005 har AdForum haft regelbundna toppmöten i städer som Paris, New York, London och (2009) Shanghai. Som noterats av den franska reklamtidningen Stratégies, är detta evenemang utformat för att sammanföra sökkonsulenter som letar reklambyråer tillsammans med reklambyrås VD. Enbart inbjudna kan komma till detta möte. 
Vid sitt globala toppmöte i New York i slutet av 2011 hjälpte AdForum till att skapa en uppförandekod för sökkonsulter som matchar annonsörer med byråer. Enligt en rapport från themediaonline organiserade konsulter sin uppförandekod kring sju nyckelprinciper som de kommer att följa under byråns urvalsprocess: excellens, rättvisa, ansvar, integritet, avsaknad av intressekonflikt, öppenhet och sekretess.